# Sangre caliente

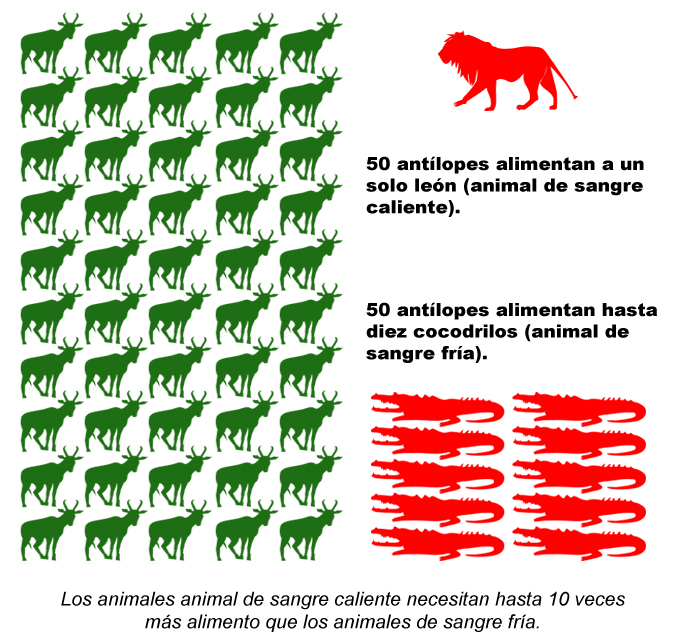
La desventaja de los animales de sangre caliente es que necesitan 10 veces más alimento que los animales de sangre fría.

Un animal de sangre caliente es aquel que mantiene su temperatura corporal a un nivel aproximadamente constante, independiente de la temperatura del ambiente; es decir, tienen homeostasis térmica. En general, todos los mamíferos poseen este tipo de metabolismo.
Esto puede implicar no solo la capacidad de generar calor, sino también la capacidad de enfriarse. Los animales de sangre caliente controlan su temperatura corporal regulando su tasa metabólica, por ejemplo, incrementando la tasa metabólica a medida que la temperatura del entorno empieza a disminuir.
Normalmente la expresión de sangre caliente abarca tres aspectos distintos de la termorregulación.
- Endotermia es la capacidad que poseen determinados animales de controlar su temperatura corporal mediante actividad interna, como tiritar, quemar grasas y jadear.
- Homeotermia es el tipo de termorregulación característico de los animales que mantienen una temperatura interna estable independientemente de las condiciones externas. Dicha temperatura suele ser más alta que la del entorno inmediato.
- Taquimetabolismo es el tipo de termorregulación propio de los animales que mantienen una tasa metabólica en reposo alta. Es decir, los seres taquimetabólicos están “encendidos” permanentemente. Aunque su metabolismo en reposo sea bastante más lento que su metabolismo en actividad, la diferencia suele ser inferior a la que se observa en animales bradimetabólicos. Los animales taquimetabólicos tienen mayores dificultades para hacer frente a la escasez de alimentos.

Una gran proporción de los seres tradicionalmente considerados de sangre caliente (mamíferos y aves) presentan todas las características anteriores. No obstante, en los últimos 30 años, los estudios de termofisiología animal han revelado que son numerosas las especies de esos dos grupos que no reúnen las tres; hay, por ejemplo, muchos murciélagos y pequeños pájaros que son poiquilotérmicos y bradimetabólicos cuando duermen por la noche o por el día. Para describir este tipo de criaturas, se acuñó el término heterotermia.
La sangre caliente en aves y mamíferos puede considerarse ejemplo de evolución convergente, ya que en el desarrollo filogenético, entre ambos clados existen otros de sangre fría (véase la reordenación taxonómica de los saurópsidos).
Además, nuevos estudios de animales tradicionalmente considerados de sangre fría han mostrado que en la mayor parte de las criaturas están presentes diferentes variaciones de los tres aspectos definidos anteriormente, así como de sus equivalentes (ectotermia, poiquilotermia y bradimetabolismo), creando de esta manera una amplia gama de tipos de temperatura corporal (Véase Condiciones intermedias).

## Mecanismos de control en endotermos
Los endotermos son criaturas entre las cuales están los mamíferos y las aves. Las ventajas de la endotermia son una mayor actividad de las enzimas y temperatura corporal constante, que permite a estos animales permanecer activos a bajas temperaturas. La desventaja es que se debe mantener la termorregulación aun en periodos de inactividad, porque de otro modo los organismos mueren.
En invierno, puede no haber suficiente alimento para mantener estable la tasa metabólica de un endodermo todo el día, por lo que algunos organismos pasan a un estado controlado de hipotermia llamado hibernación o letargo. En hibernación, la temperatura del cuerpo se disminuye para conservar energía. En un clima cálido, los endodermos usan considerable energía para no sobrecalentarse, ya sea por jadeo, sudor, buscando refugio o agua.
Diversos mecanismos son usados para regular la temperatura del cuerpo, como tiritar (generando calor por contracciones musculares), palidez y rubor (cambios circulatorios para disminuir o incrementar el flujo de calor a la piel), jadeo o sudor (para perder calor por evaporación).

## Ventajas de la sangre caliente y de la fría
Los procesos bioquímicos dependen de la temperatura. En general se puede decir que estos procesos se aceleran con el calor y se retardan con el frío.
La ventaja de un organismo homeotérmico es que puede mantenerse alrededor de una temperatura óptima en la cual las reacciones químicas interiores funcionan mejor, es decir que los procesos tales como pensar, moverse, digerir, etcétera, son óptimos. La desventaja es que se requieren grandes cantidades de energía para mantener dicha temperatura, y si la temperatura del cuerpo cambia, aunque sea solo por pocos grados, el organismo rápidamente deja de funcionar.
Por el contrario, la ventaja de un organismo de sangre fría es que requiere mucho menos alimento, haciendo más fácil la supervivencia en condiciones desfavorables. El precio por esta capacidad de supervivencia es la necesidad de tener múltiples sistemas químicos para operar a distintas temperaturas.

## Condiciones intermedias
Como se ha mencionado, la clasificación de organismos en ya sea de sangre caliente o de sangre fría no es lo suficientemente flexible. Hay organismos que no se dejan clasificar con estos criterios, por ejemplo:
- El atún y el pez espada: Estos peces se sumergen a gran profundidad en el océano donde el agua es más fría. El pez espada puede aumentar la temperatura de su cerebro y de sus ojos en el ambiente frío, posiblemente dándole una ventaja en la caza. El atún puede calentar todo su cuerpo con un sistema de intercambio de calor llamado rete mirabile o red maravillosa, que le ayuda a conservar calor y evita pérdidas de calor por las agallas cuando el pez está en aguas frías. El atún tiene también los músculos de natación en el interior del cuerpo y no cerca de la superficie.
- Las abejas: una abeja por sí sola no controla su temperatura corporal. Sin embargo, el colectivo de abejas sí puede controlar la temperatura de la colmena. Si la temperatura sube demasiado, algunas abejas se sitúan en la entrada y comienzan a batir las alas, creando una corriente de aire que ventila la colmena. Cuando la temperatura baja demasiado (por ejemplo, en invierno), las abejas cesan sus actividades habituales y se agrupan en torno a la abeja reina, formando una piña o enjambre en el centro de la colmena, para de esta manera evitar la pérdida de calor. A medida que las abejas situadas en las capas exteriores de la piña se enfrían, pasan al interior de ésta, siendo reemplazadas por abejas de capas más interiores. Estos cambios entre el exterior y el interior se producen ciclicamente a lo largo del invierno, excepto cuando la temperatura ambiental sube lo suficiente como para que la piña pueda expandirse o en su caso, deshacerse.
- Una variedad de planta: la Symplocarpus foetidus o col de mofeta. Generalmente se asume que las plantas tienen exactamente la misma temperatura que su entorno. La Symplocarpus foetidus, produce calor propio por medios químicos al final del invierno. Este calentamiento es pequeño comparado a los estándares de calentamiento de animales, pero es suficiente para permitirle comenzar a crecer antes en primavera. Esto le da una ventaja porque la planta puede crecer cuando sus depredadores y sus competidores están todavía dormidos por el frío.